# Wilson Harris
Theodore Wilson Harris, noto anche con lo pseudonimo di Kona Waruk (New Amsterdam, 24 marzo 1921 – Chelmsford, 8 marzo 2018), è stato uno scrittore guyanese naturalizzato britannico.
Esordì con Eternity to Season (1954), raffinata raccolta poetica che lo spinse a cercare ulteriore fama in Regno Unito, ove emigrò nel 1959.
Nel 1960 pubblicò Il palazzo del pavone, romanzo iniziale del cosiddetto Quartetto guianese. Tra i lavori successivi si ricordano L'albero del sole (1978) e il più recente La maschera del supplice (2003).

## Opere

### Romanzi
(Tutti pubblicati da Faber and Faber)
- 1960. Palace of the Peacock
- 1961. The Far Journey of Oudin
- 1962. The Whole Armour
- 1963. The Secret Ladder
- 1964. Heartland
- 1965. The Eye of the Scarecrow
- 1966. The Waiting Room
- 1967. Tumatumari
- 1968. Ascent to Omai
- 1969. The Sleepers of Roraima
- 1971. The Age of the Rainmakers
- 1972. Black Marsden: A Tabula Rasa Comedy
- 1975. Companions of the Day and Night
- 1977. Da Silva da Silva's Cultivated Wilderness/Genesis of the Clowns
- 1978. The Tree of the Sun
- 1982. The Angel at the Gate
- 1985. Carnival
- 1985. The Guyana Quartet (Palace of the Peacock, The Far Journey of Oudin,The Whole Armour, The Secret Ladder)
- 1987. The Infinite Rehearsal
- 1990. The Four Banks of the River of Space
- 1993. Resurrection at Sorrow Hill
- 1993. The Carnival Trilogy (Carnival, The Infinite Rehearsal, The Four Banks of the River of Space), 1993
- 1996. Jonestown
- 2001. The Dark Jester
- 2003. The Mask of the Beggar
- 2006. The Ghost of Memory

### Poesia
- Eternity to Season, London, New Beacon Press, 1978 (prima ed. 1954)

### Saggi
- 1967. Tradition, the Writer and Society: Critical Essays, London, New Beacon Books.
- 1970. History, Fable and Myth in the Caribbean and Guianas,  Georgetown: National History and Arts Council.
- 1974. Fossil and Psyche,  Austin, University of Texas.
- 1981. Explorations: A Series of Talks and Articles 1966– 1981, Aarhus, Dangaroo Press.
- 1983. The Womb of Space: The Cross-Cultural Imagination, Westport, Greenwood Press.
- 1992. The Radical Imagination: Lectures and Talks, Liège, L3.
- 1999. The Unfinished Genesis of the Imagination: Selected Essays of Wilson Harris, London, Routledge.mm

## Traduzioni italiane
- Il palazzo del pavone, trad. di Susanna Basso, Torino, Einaudi, 1989
- Creolità: il crocevia di una civiltà?, trad. di Andrea Gazzoni, in «Scritture migranti», n. 3/2009, pp. 143–157.
- Tre poesie, trad. di Andrea Gazzoni, in «ALI», n. 7/2011, pp. 76–79. Ripubblicate in «L'ombra delle parole»
- Intervista a Wilson Harris in Francesca Borrelli, Maestri di finzione, Macerata, Quodlibet, 2014.
- Da eternità a stagione, cura e trad. di Andrea Gazzoni, Roma, Edizioni Ensemble, 2019.